# Funkenburg (Mülsen)
Die Funkenburg ist die Bezeichnung eines Flurstücks bei Mülsen im Landkreis Zwickau in Sachsen.

## Lage
Die Funkenburg liegt am höchsten Punkt (394,6 m ü. NN) der Verbindungsstraße zwischen Lichtenstein und Mülsen. Bis zum Bau der Ortsumgehung Lichtenstein war dies ein Abschnitt der Bundesstraße 173.

## Geschichte
Erstmals erwähnt wird der Name Funkenburg 1841, doch bereits 1825 befand sich dort ein Haus. Die Ansiedlung besteht heute aus einem Gasthaus, zwei Bauerngütern und zwei Häusern. Für das Gebiet der Funkenburg wird erwogen, es als Denkmal einzustufen, da sich dort viele Musketenkugeln aus der Zeit der napoleonischen Kriege im Boden befinden.